# Misky (fotografie)
Misky (anglicky Bowls, také známá jako Abstraction, Bowls) je černobílá fotografie pořízená Paulem Strandem v roce 1916. Je to jedna z fotografií, které Strand tehdy pořídil, inspirované kubismem a abstrakcionismem.

## Historie a popis
Strand byl motivován prací kubistických malířů a sochařů jako Pablo Picasso, Georges Braque a Constantin Brâncuși, aby vytvořil fotografie inspirované jejich geometrickými formami. Na tomto snímku, jednom z několika pořízených během pobytu v Twin Lakes v Connecticutu, pořídil detailní záběr čtyř běžných kuchyňských mís. Fotografie zvýrazňuje jejich kruhové tvary a vliv světla a stínů na tyto objekty. Překrývající se kompozice se stává téměř abstraktní a na první pohled nesnadno rozpoznatelnou. Michael North uvedl, že na tomto snímku „malá hloubka ostrosti a kompozice jasně spolupracují, aby se ze čtyř misek stalo umělecké dílo“.
Autorovy geometrické fotografie byly publikovány v časopise Camera Work v roce 1917 a kde byly chváleny samotným Alfredem Stieglitzem, který prohlásil, že „Dílo je brutálně přímé; postrádá všechen flim-flam; postrádá triky a jakýkoli ‚ismus‘; jakéhokoli pokusu o mystifikaci neznalé veřejnosti, včetně samotných fotografů."

## Veřejné sbírky
Otisky této fotografie jsou v několika veřejných sbírkách, včetně Metropolitního muzea umění v New Yorku, Národní galerie umění ve Washingtonu, DC, Philadelphia Museum of Art, Clevelandského muzea umění a Muzea J. Paula Gettyho v Los Angeles.